# Mörbylånga kyrka
Mörbylånga kyrka är en kyrkobyggnad i Växjö stift. Den är församlingskyrka i Mörbylånga-Kastlösa församling.

## Kyrkobyggnaden
Vid 1800-talets början blev det aktuellt att bygga ny kyrka i Mörbylånga. Ritningarna förfärdigades av byggmästaren Johan Petersson i Kalmar 1807. Denna ritning kom att omarbetas av Axel Almfelt vid Överintendentsämbetet 1808. Kyrkan uppfördes av kalksten i anslutning till den gamla medeltida vars torn bevarades. Till detta torn fogades ett rektangulärt långhus med avslutande korvägg och bakomliggande sakristia. Kyrkobyggnaden invigdes 1813 av biskop Magnus Stagnelius. Kyrkan har senare genomgått flera förändringar. Den nuvarande avslutningen på tornet utfördes 1872 av byggmästaren A Chronvall efter ritning av Johan Erik Söderlund. Tornbyggnaden fick en åttkantig lanternin med spira krönt av ett kors. I samband med en restaurering 1931 förändrades korpartiet efter ritningar av J Fred Olson. Sakristian i öster gjordes om till kor och på nordsidan byggdes den nuvarande sakristian. Ursprungligen var en altarpredikstol placerad mot den raka korväggen. Ovanför predikstolen hade delar av en äldre altaruppsats med motiv; "Nedertagandet från korset" av Edvard Orm från 1730-talet placerats. 1931 flyttades predikstolen till långhusets nordöstra hörn med uppgång från den nya sakristian. Ny altartavla anskaffades. Vid en restaurering 1966 efter förslag av David Dahl fick det tidigare putsade trätunnvalvet panel. Jerk Alton restaurerade kyrkan 1999-2000 varvid det fristående altaret och den nuvarande bänkinredningen tillkom. I tornet hänger två klockor - Storklockan gjuten i Stockholm 1883 av Firman Johan A. Beckman & Co och Lillklockan är gjuten 1680.

## Inventarier
- Altartavla, "Heliga tre konungars tillbedjan", målad av Nils Asplund 1931.Altartavlan ingår i en altaruppställning bestående av pilastrar som bär upp ett trekantigt överstycke med Guds allseende öga varur utgår en strålsol. På östra korväggen norr om altaret finns ett sakramentsskåp

Fristående altare På altarets frontsida en Agnus Dei-bild av Sven-Bertil Svensson
- Predikstoltillverkad av Anders Dahlström d ä 1746. Ljudtaket tillkom 1966 med och är prydd med kerubskulptur från 1931 av Theodor Karlsson. På korgens utsida en hylla med en Mariastaty  och ljusstakar
- Triumfkrucifix Kristusbilden utförd av Arvid Källström 1932-1933. Korset av Sven-Bertil Svensson är från 1966.
- Bänkinredning från 1999-2000, öppen men med dörrar som går att stänga.
- Orgelläktare med utsvängt mittstycke dekorerat med symboler. Under orgelläktaren på södra sidan finns en större ikon utförs av Sven-Bertil Svensson
- Votivskeppet Dagmar, Mörbylånga.

## Bildgalleri

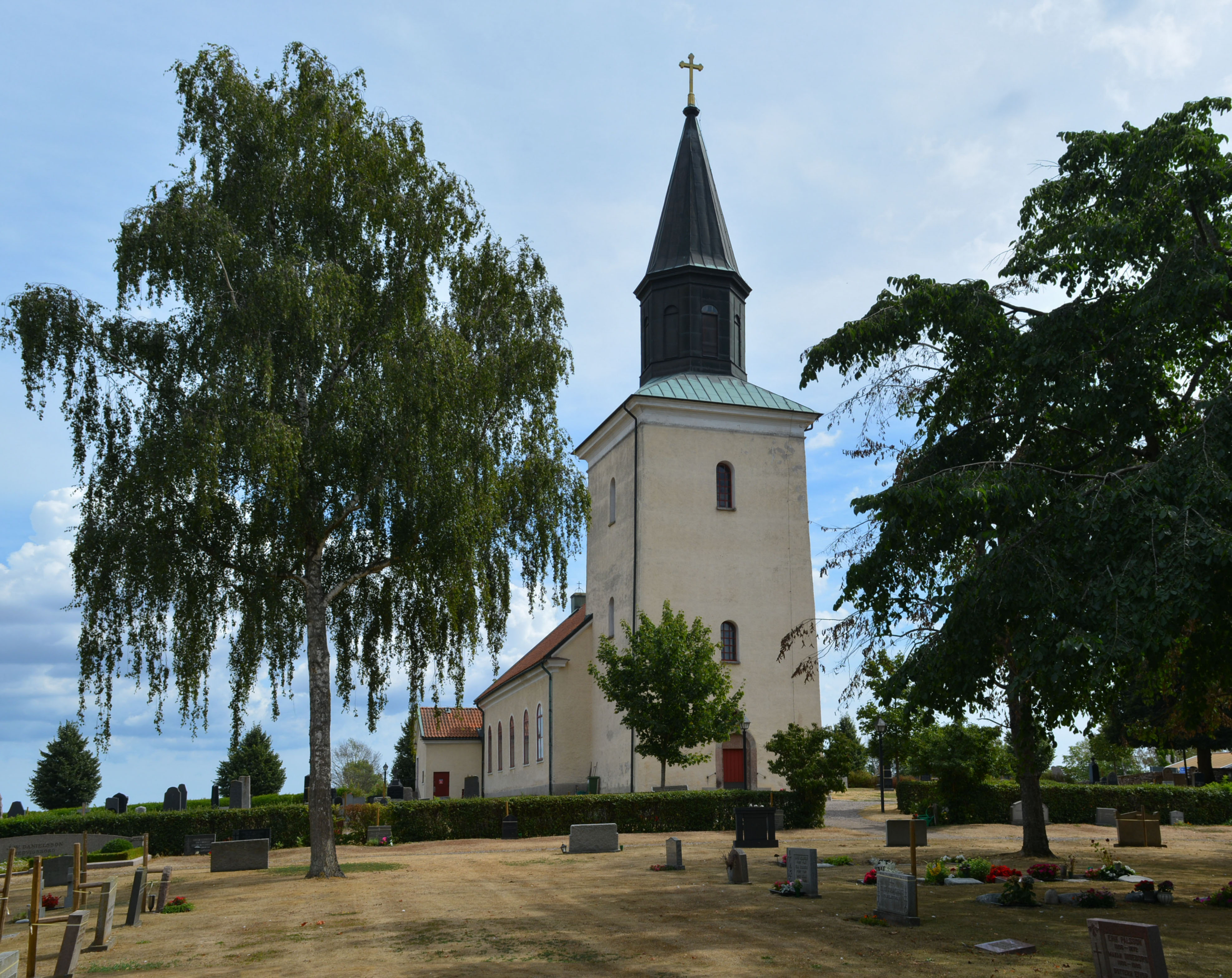
Kyrkan från väster
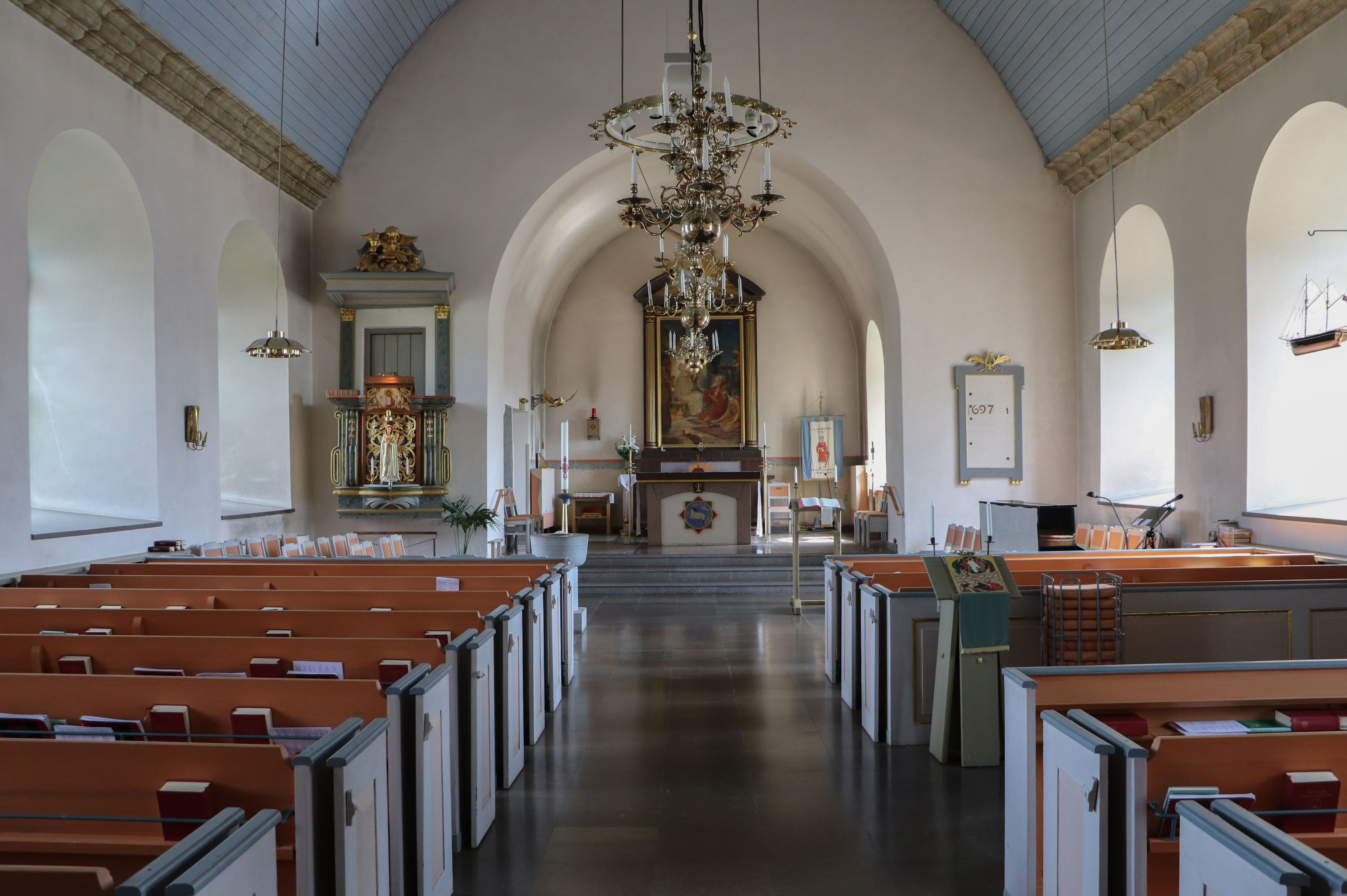
Interiör mot öster
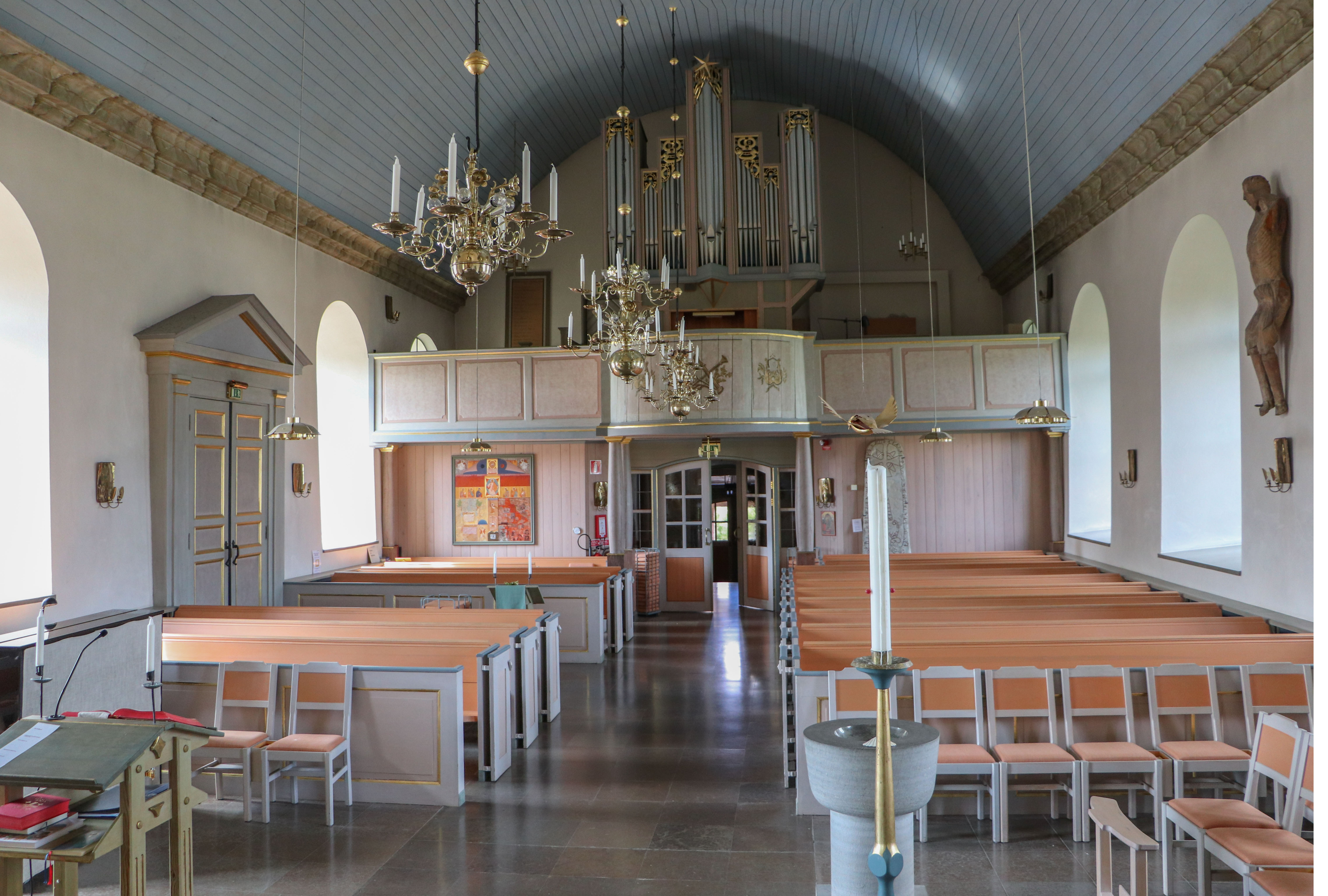
Interiör mot väster
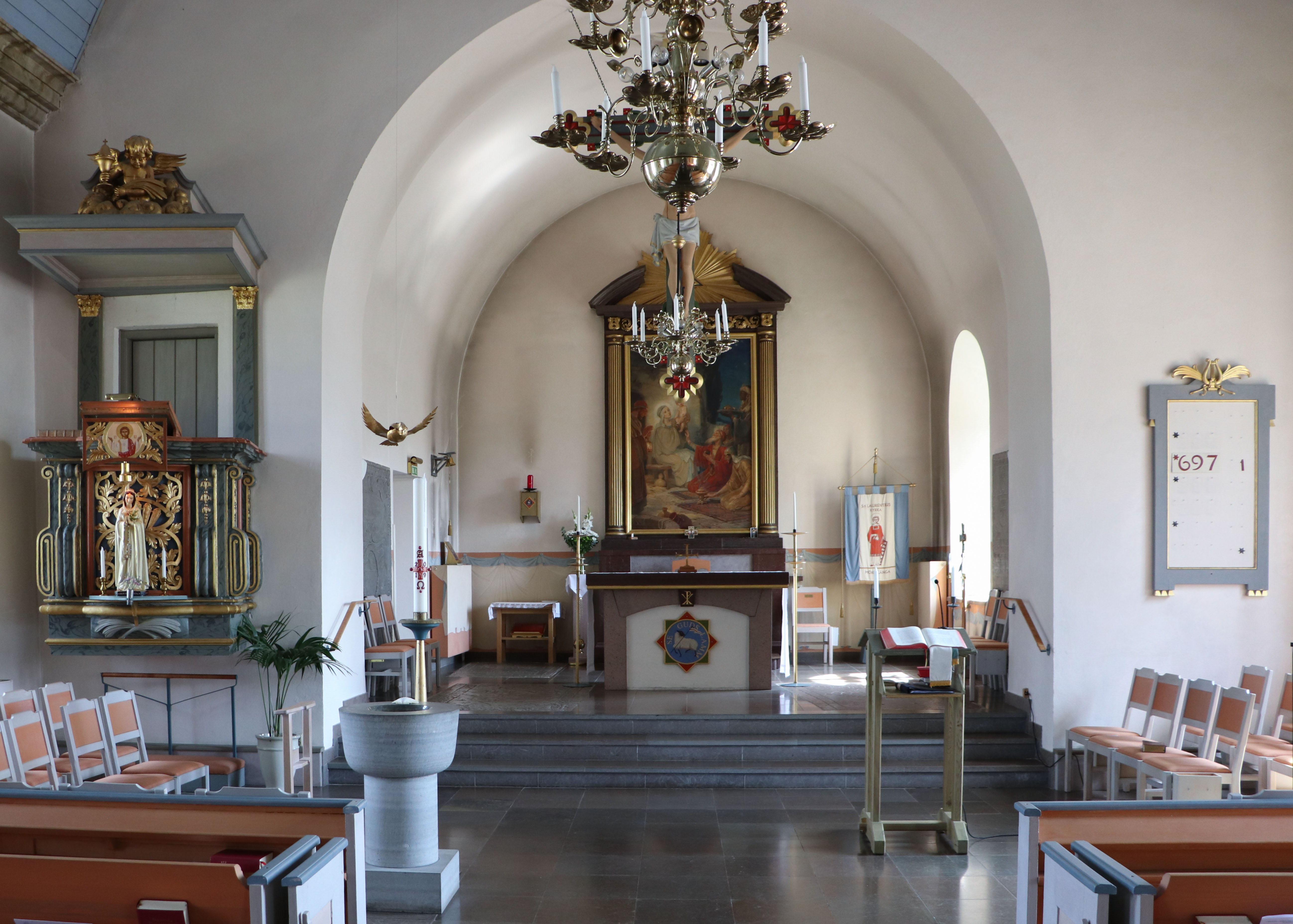
Koret
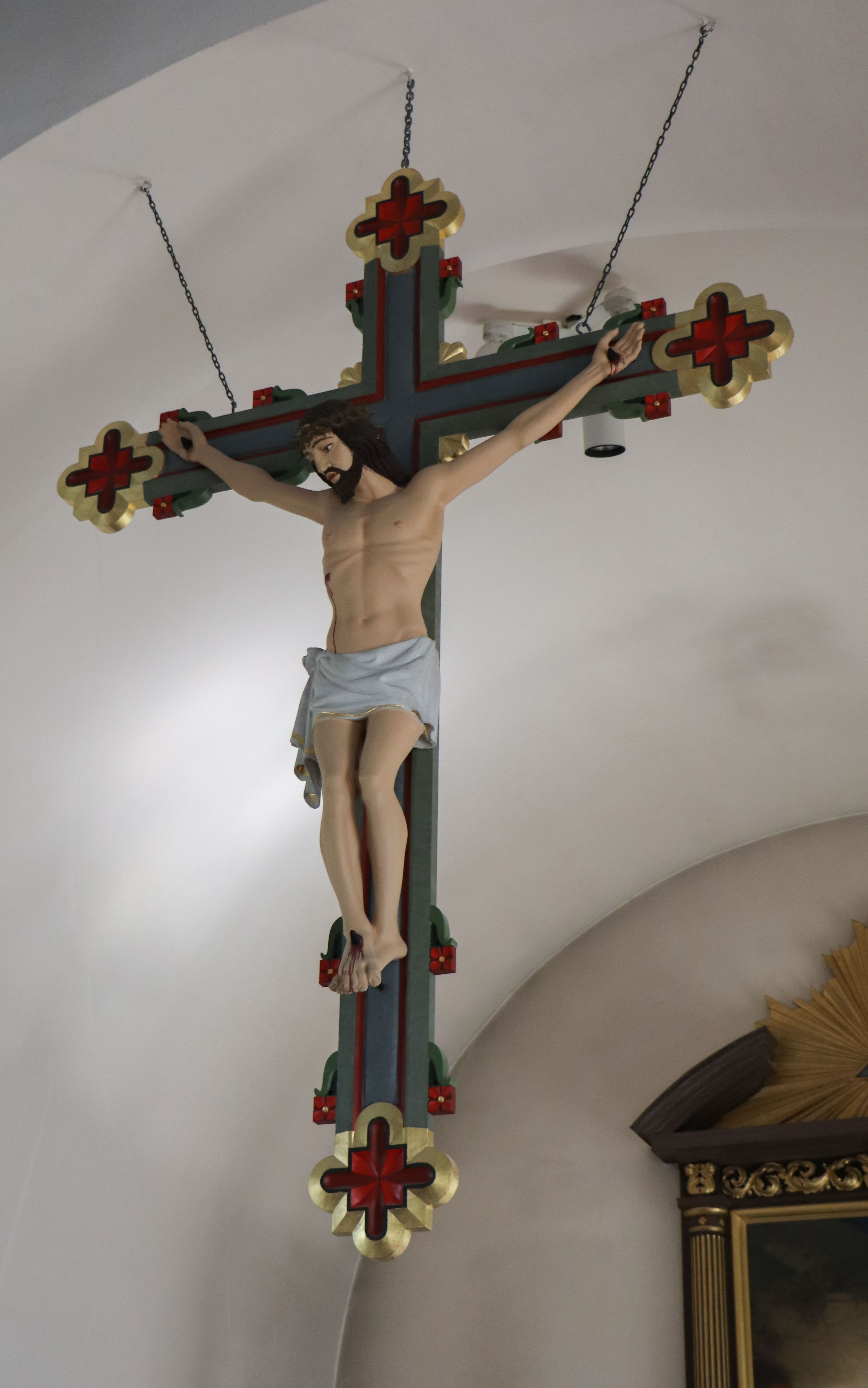
Triumkrucifixet
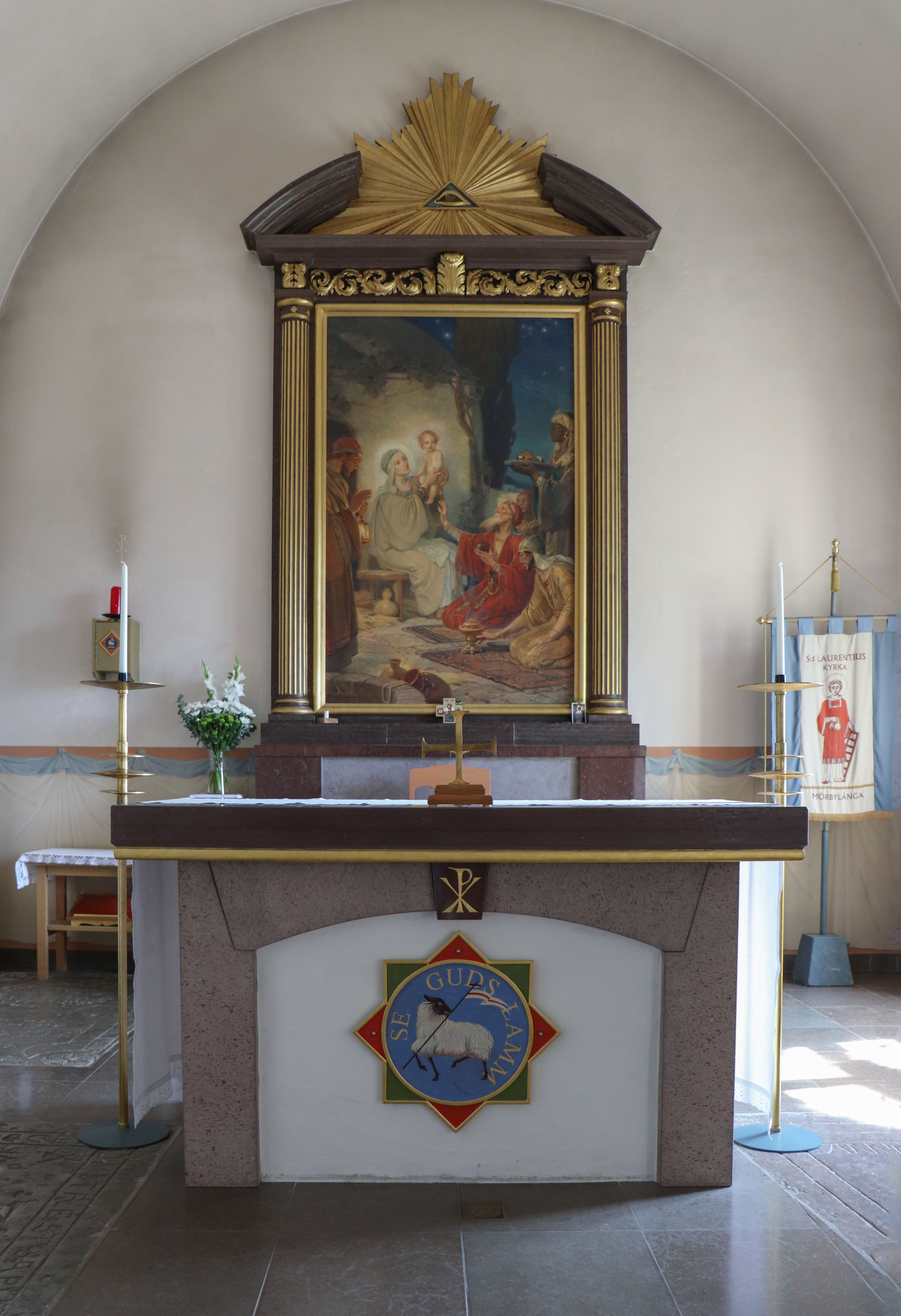
Altaret
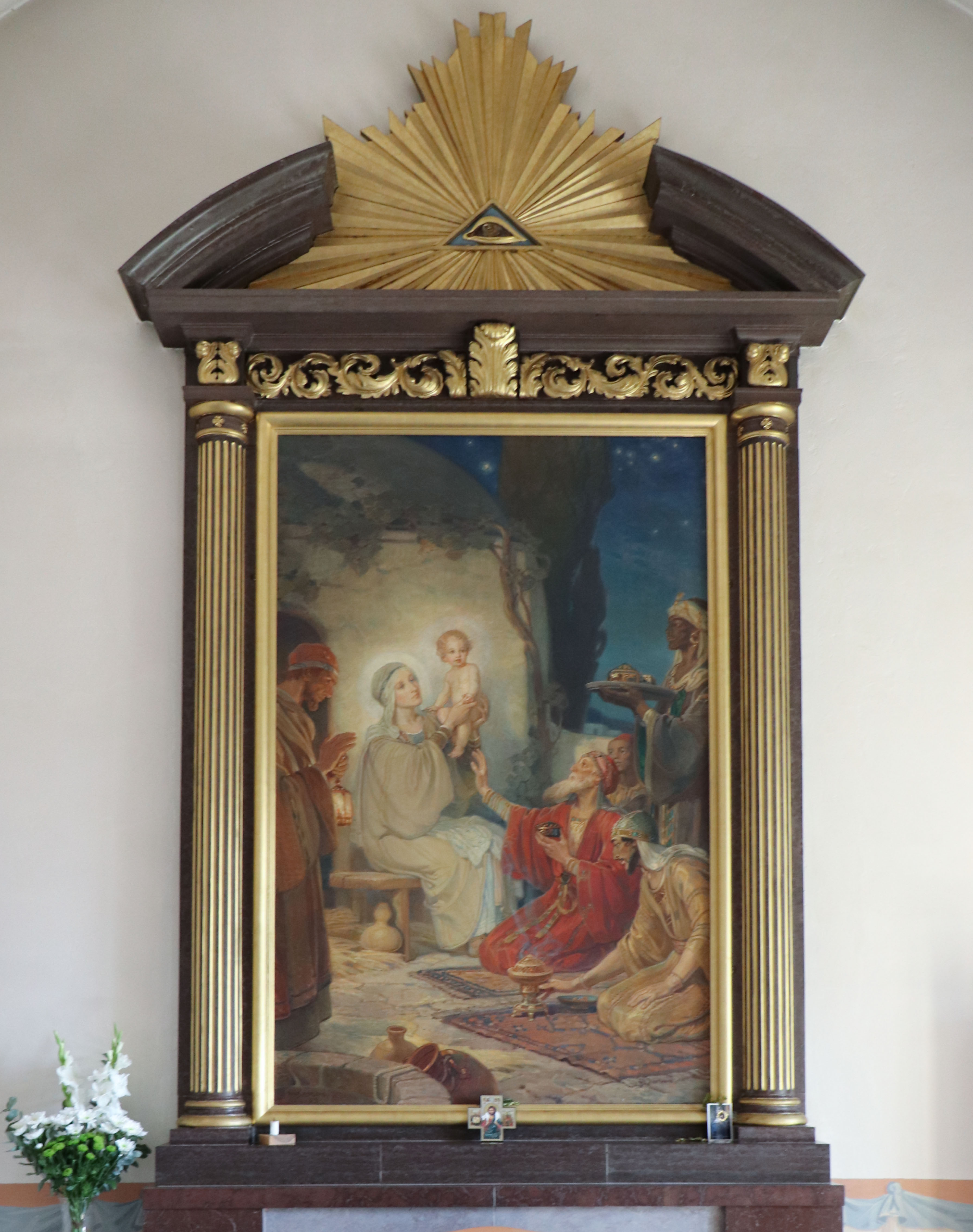
Altartavla "Herdarnas tillbedjan" av Nils Asplund
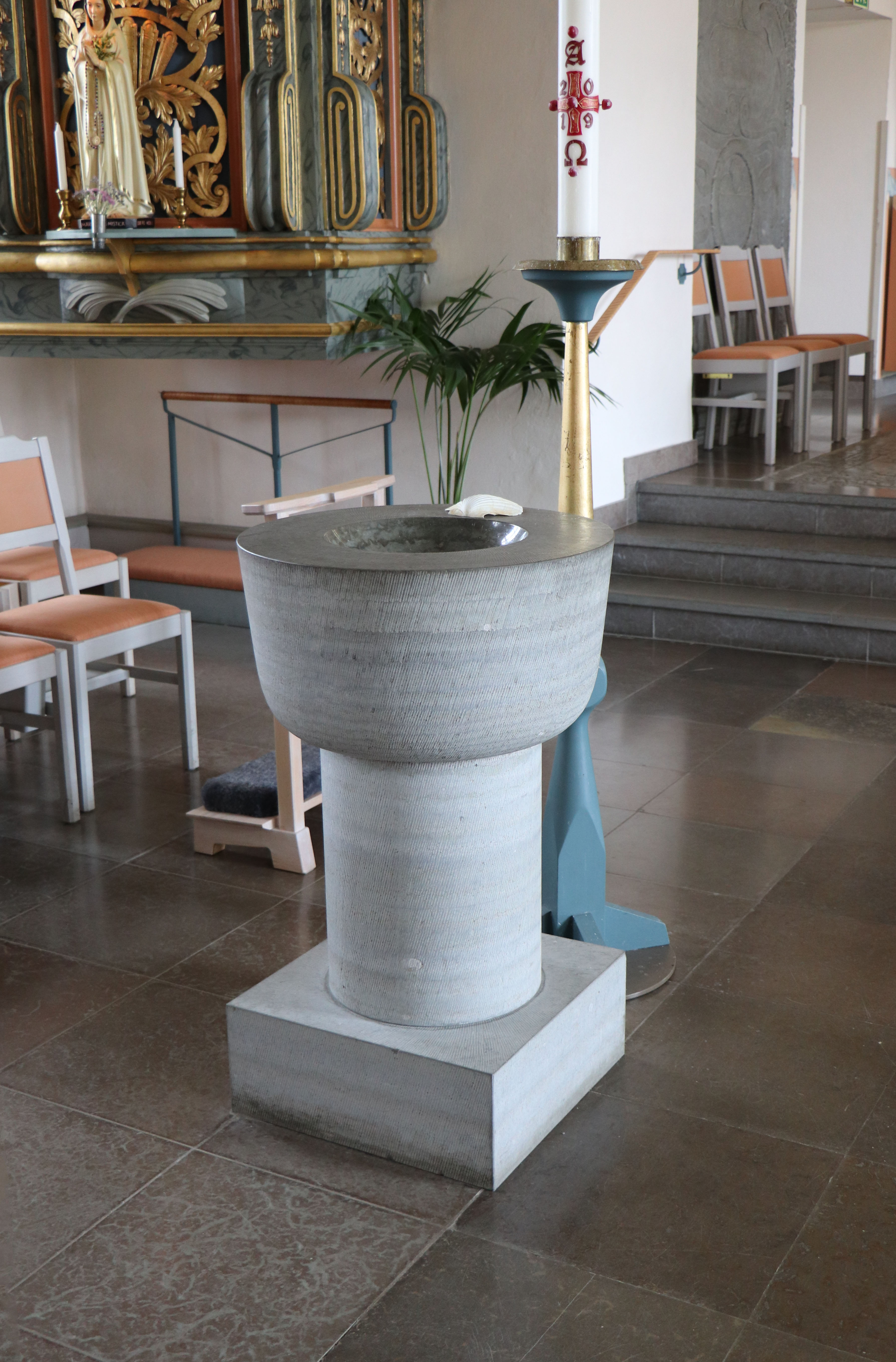
Dopfunten
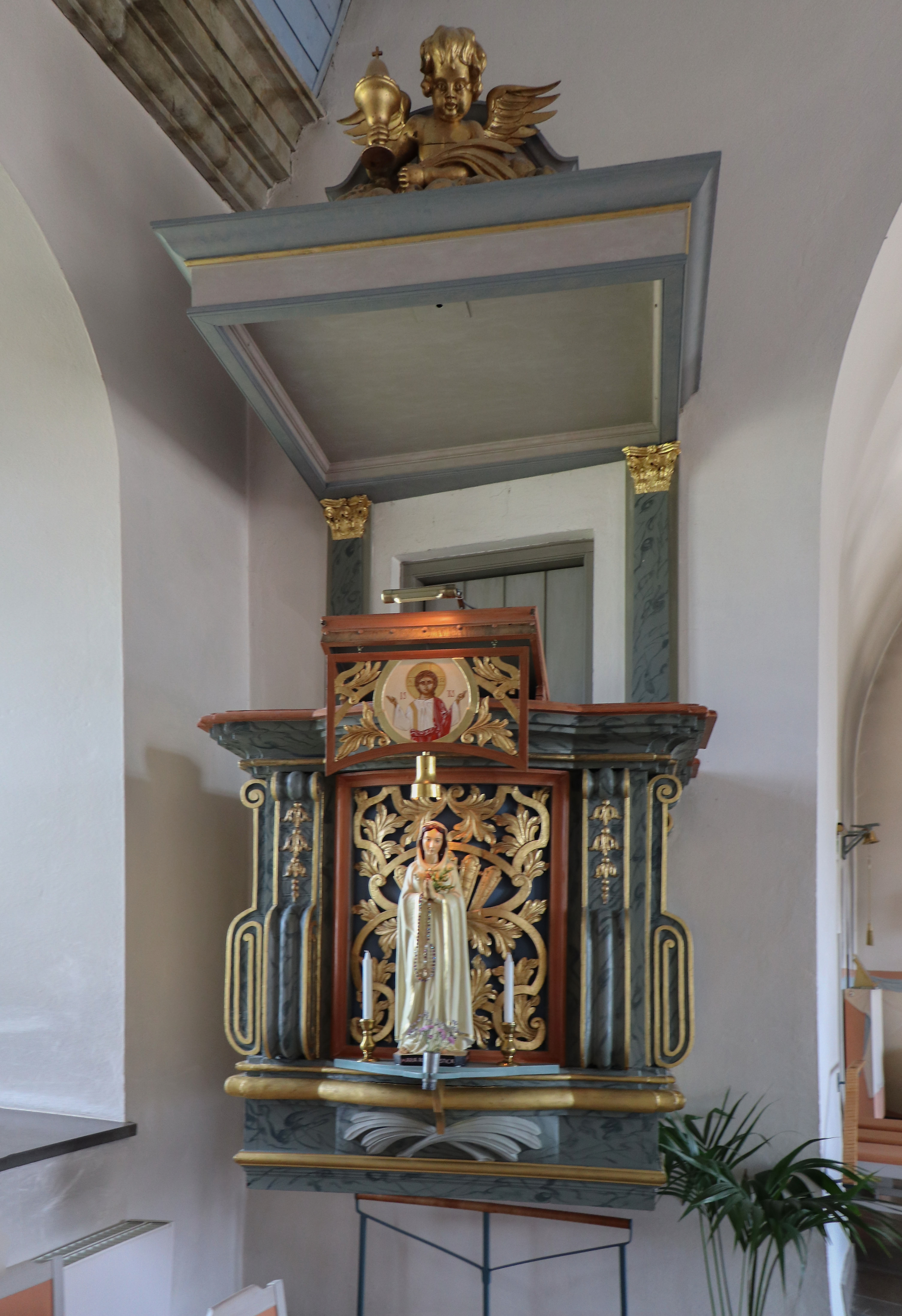
Predikstol av A Dahlström 1747
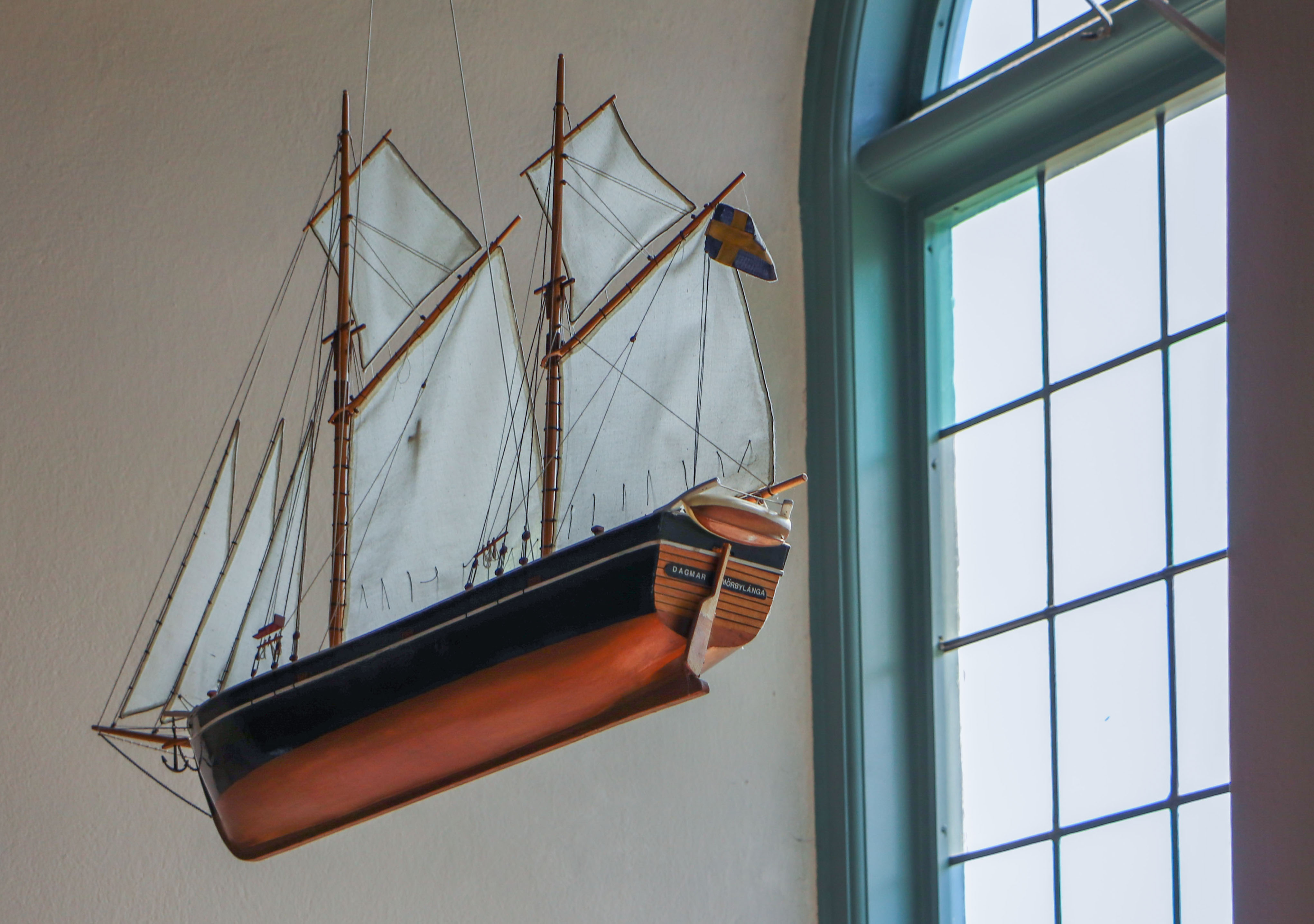
Votivskeppet Dagmar

## Orgeln

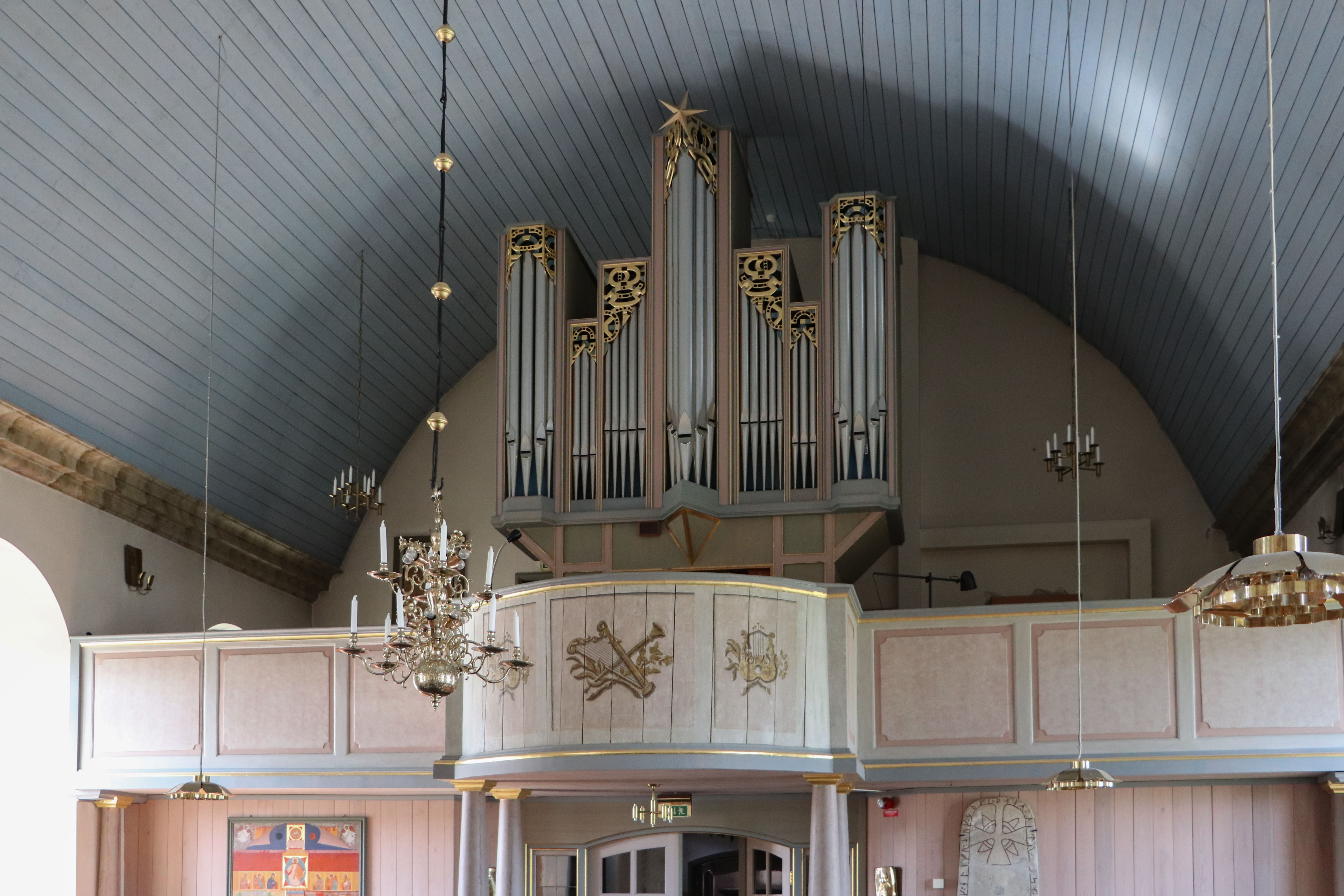
Orgeln

- 1832 byggde församlingens klockare J. Wallander en orgel.
- Denna ersattes av en ny orgel med ny fasad 1853-1854 eller 1855 av Nils Petter Petersson, Visby med 8 stämmor.
- 1911 uppförde Johannes Magnusson, Göteborg, ett nytt orgelverk bakom den äldre fasaden. Den hade 13 stämmor fördelade på två manualer och pedal. Orgeln invigdes söndagen den 18 juni 1911.[2]
- 1966 byggdes kyrkans nuvarande orgel med tillhörande fasad av Hammarbergs Orgelbyggeri, Göteborg. 2016 kompletterades orgeln med en cymbelstjärna och fågelsångsregister.[3]

Nuvarande disposition:
| Huvudverk (I)       | Bröstverk (II)      | Pedal              | Koppel        |
| Principal 8′        | Gedackt 8′          | Subbas 16′         | I/P           |
| Rörflöjt 8′         | Spetsgedackt 4′     | Flöjt 8′           | II/P          |
| Oktava 4′           | Koppelflöjt 2′      | Gemshorn 4′        | II/I          |
| Blockflöjt 4′       | Principal 1′        | Rauschkvint 4 chor |               |
| Oktava 2′           | Sesquialtera 2 chor | Fagott 16′         |               |
| Scharfmixtur 3 chor | Regal 8′            |                    | Cymbelstjärna |
| Skalmeja 8′         | Tremulant           |                    | Fågelsång     |